# گورگو ال مونتیکانو
گورگو ال مونتیکانو (به ایتالیایی: Gorgo al Monticano) یک کومونه در ایتالیا است که در استان ترویزو واقع شده‌است.

## خصوصیات
گورگو ال مونتیکانو ۲۷٫۱ کیلومترمربع مساحت و ۴٬۱۲۰ نفر جمعیت دارد و ۹ متر بالاتر از سطح دریا واقع شده‌است.